# Ауд-Зейлен
Ауд-Зейлен (нід. Oud-Zuilen) — село в нідерландській провінції Утрехт. Входить до муніципалітету Стіхтсе-Вехт.
Його площа становить 1,51 км², а населення станом на 2021 рік складало 600 осіб.
Перша згадка про населений пункт датується 1200 роком.

## Галерея

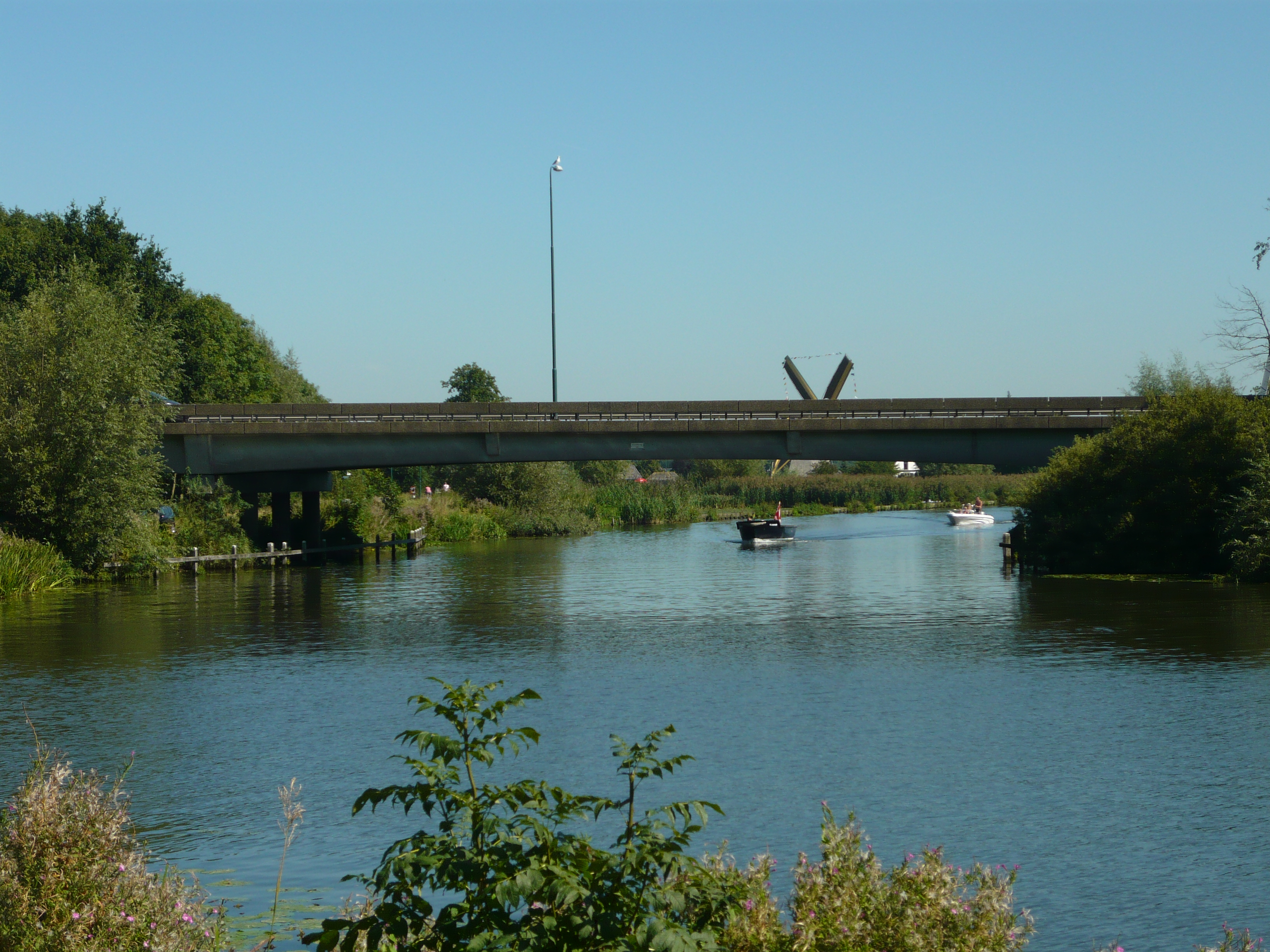
Міст через Вехт
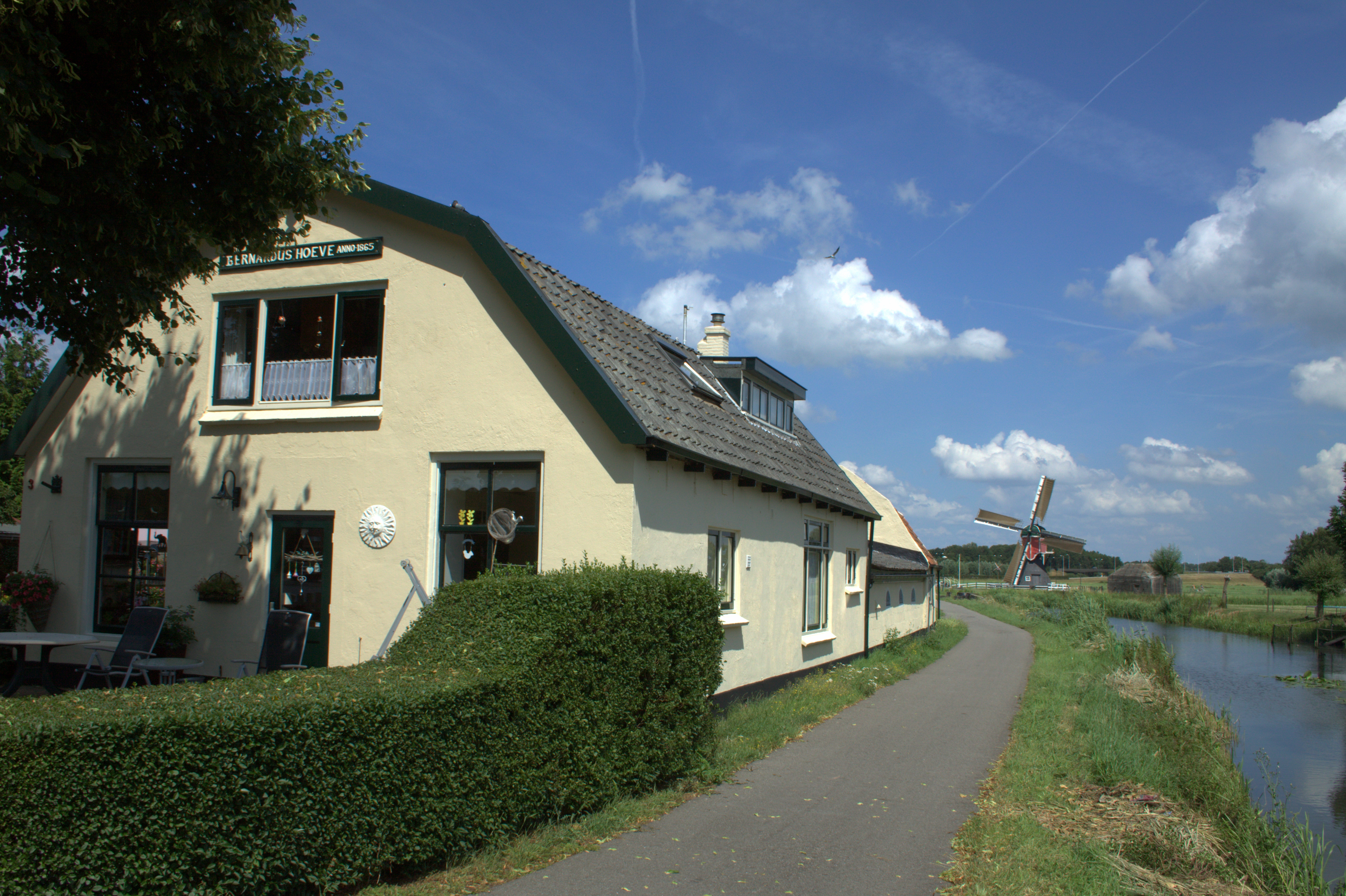
Ферма в Ауд-Зейлені
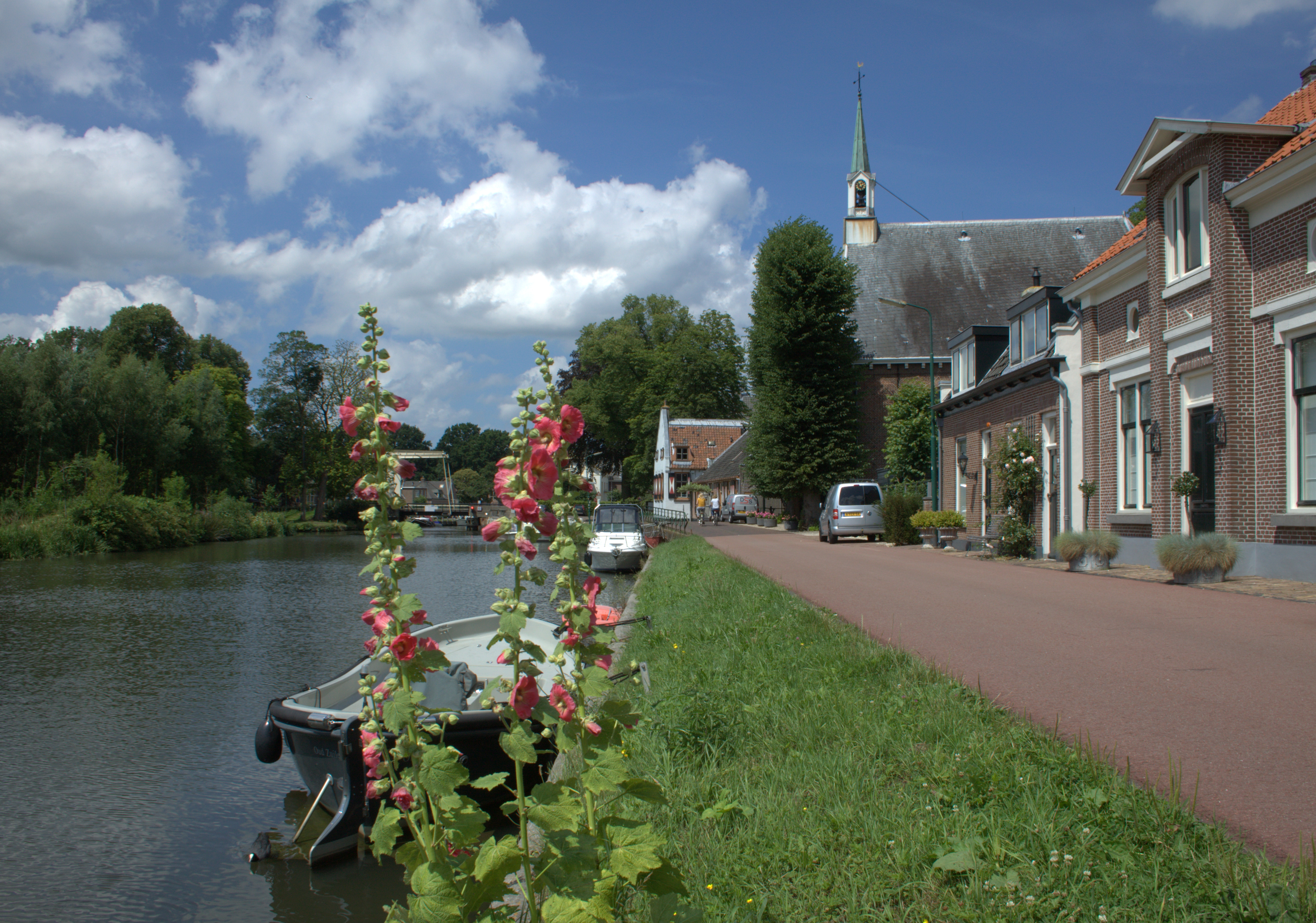
Вид на село
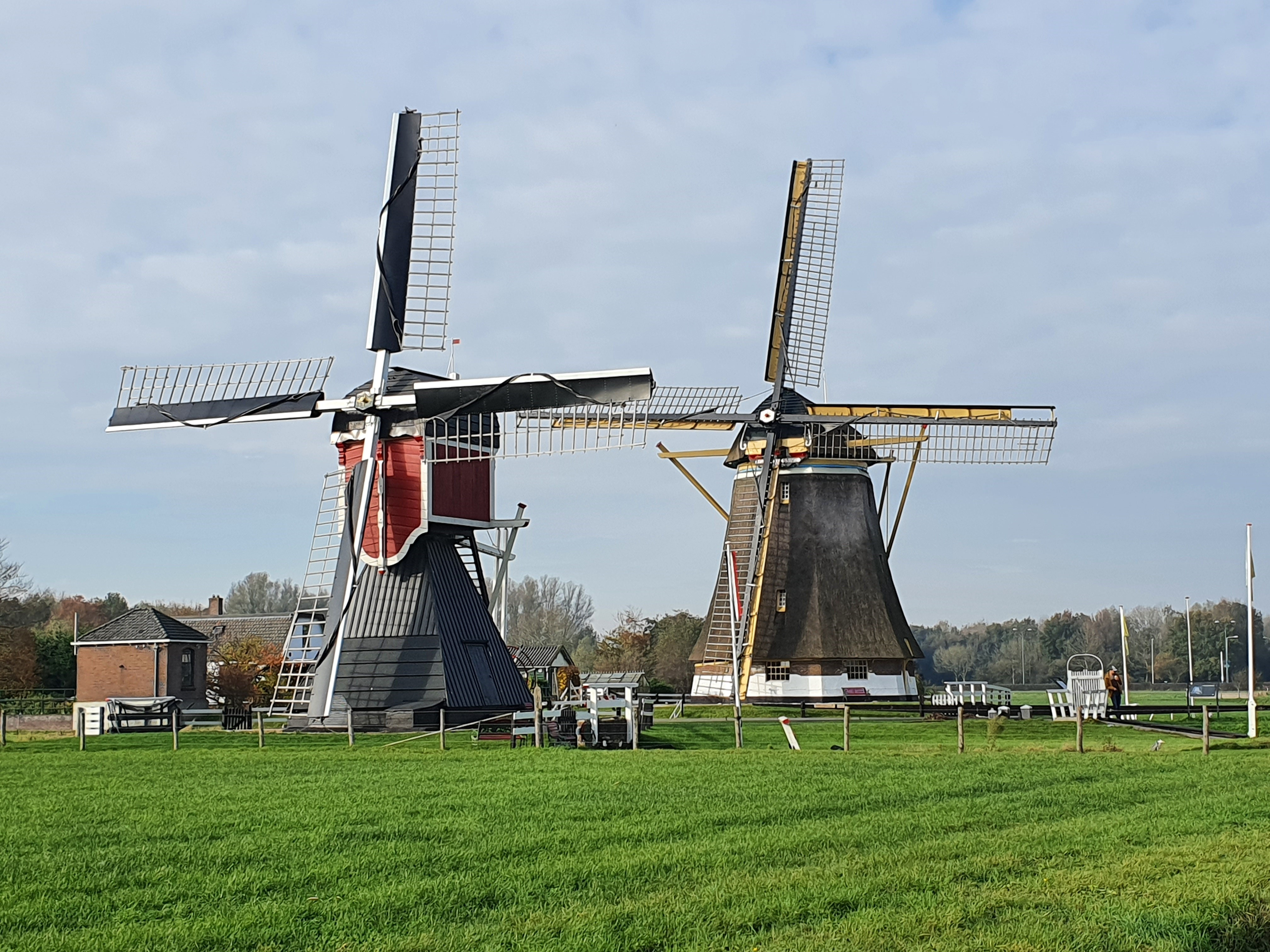
Вітряки у селі